# Poarta Stelară, Univers
Stargate Universe (în română Poarta Stelară, Univers) (abreviat ca SGU) este un serial TV științifico-fantastic militar, o parte din franciza Stargate. Anularea serialului a fost anunțată la 16 decembrie 2010, ultimul episod a fost difuzat pe 9 mai 2011.

## Despre
Seria a fost anunțată în 22 august 2008 și a debutat pe 2 octombrie 2009  în Statele Unite și Canada, ca un film de doua ore, care va fi urmat de episoade săptămânal pe Syfy în Statele Unite și Space în Canada. Seria are premiera pe Sky1 în Regatul Unit și Irlanda, pe 6 octombrie 2009 și pe Sci Fi în Australia la 9 octombrie 2009. 

Brad Wright, Robert C. Cooper și Carl Binder sunt producători executivi și scenariști ai serialului. La Stargate Universe au început filmările la data 18 februarie 2009.

Coloana sonoră este creata de Joel Goldsmith.

Coproducție:  Canada,  Statele Unite ale Americii. 
Filmat  la studiourile The Bridge, în Burnaby,  Canada.

## Povestea

Drumul parcurs de nava Destiny, o nava spaţială fictivă din Stargate Universe. Fiecare punct de pe diagramă reprezintă o galaxie individuală

Stargate Universe urmărește aventurile din zilele noastre ale unei echipe multinaționale de explorare aflate la bordul navei spațiale Destiny construită de rasa străbunilor (Ancient). Transportați pe Destiny într-un colț îndepărtat al universului și aflați în imposibilitatea de a reveni pe Pământ, membrii echipei sunt obligați să rămână pe navă și să se descurce singuri.

## Fapte interesante
În Stargate Universe, sezonul 2, episodul 14 "Speranța" este menționată piesa Dragostea din tei, de asemenea, informal cunoscută sub numele de "Numa Numa Song" (sau "Mai hee Ya"), chiar înainte ca TJ să încerce să efectueze un transplant.

## Rolurile principale

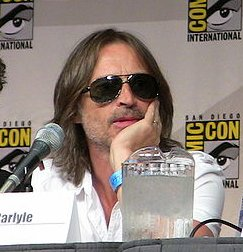
Robert Carlyle, cel care interpretează rolul doctorului Nicholas Rush

- Robert Carlyle,  Dr. Nicholas Rush
- Louis Ferreira, colonelul Everett Young
- David Blue, Eli Wallace
- Brian J. Smith, locotenentul Matthew Scott
- Jamil Walker Smith, sergentul major Ronald Greer
- Alaina Huffman, locotenent Tamara Johansen
- Elyse Levesque,  Chloe Armstrong
- Ming-Na, Camille Wray.